# آبوراآگه

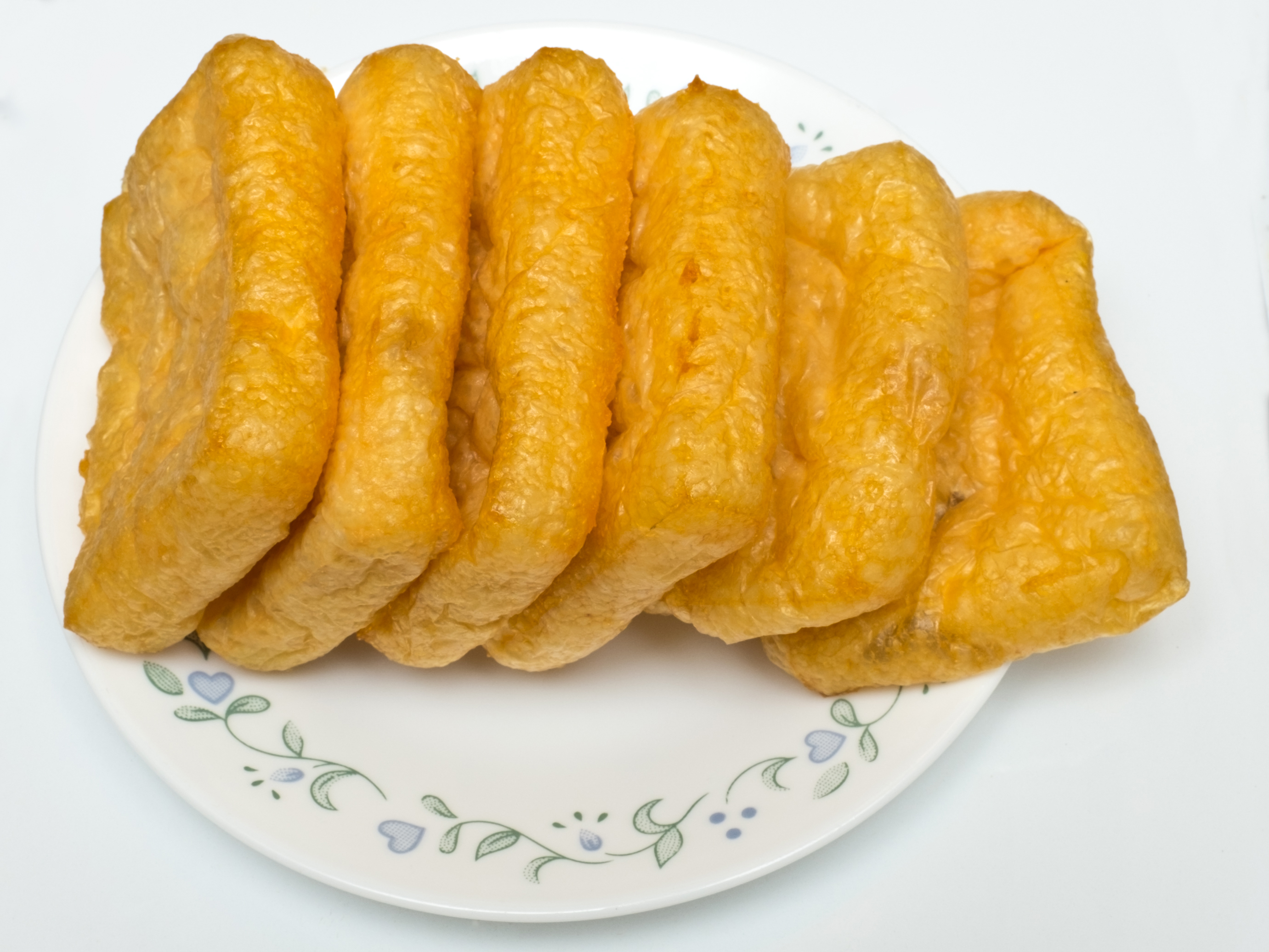
آبوراآگه.

آبوراآگه (به ژاپنی: 油揚げ あぶらあげ Abura-age) به یکی از انواع توفو در آشپزی ژاپنی گفته می‌شود. در آبوراآگه ابتدا توفو به صورت نازک برش داده می‌شود، آب آن گرفته شده و سپس در داخل روغنی که در حدود ۱۱۰ تا ۱۲۰ درجه سانتیگراد حرارت دارد، سرخ می‌شود. یکبار از روغن درآورده شده و برای بار دوم این بار با روغنی با درجه حرارت ۱۸۰ تا ۲۰۰ درجه سرخ می‌شود. برخی حتی برای بار سوم نیز آن را سرخ می‌کنند. آبوراآگه به خوبی قابلیت جذب داشی (یکی از چاشنی‌های آشپزی ژاپنی) را دارد و می‌توان آن را به صورت پاکت درآورده و موادغذایی را در داخل آن جای داد. آبوراآگه در بسیاری از غذاهای ژاپنی مصرف می‌شود.

## غذاهایی که در آن آبوراآگه بکار می‌رود
- کیتسونه سوبا و کیتسونه اودون
- میسوسوپ
- نیمونو
- تاکی‌کومی گوهان
- ایناری زوشی
- اودن

## نگارخانه

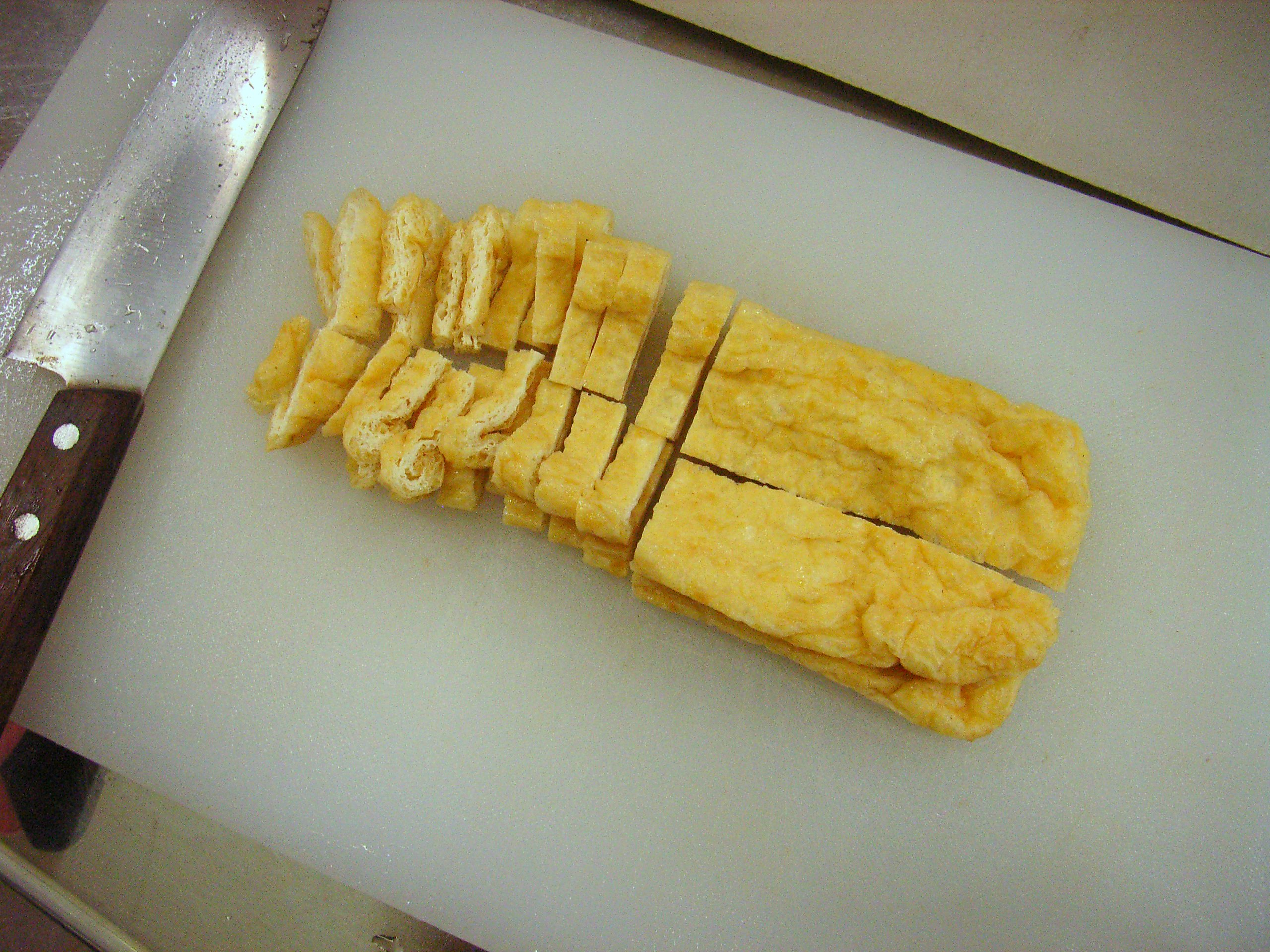
آبوراآگه بریده شده
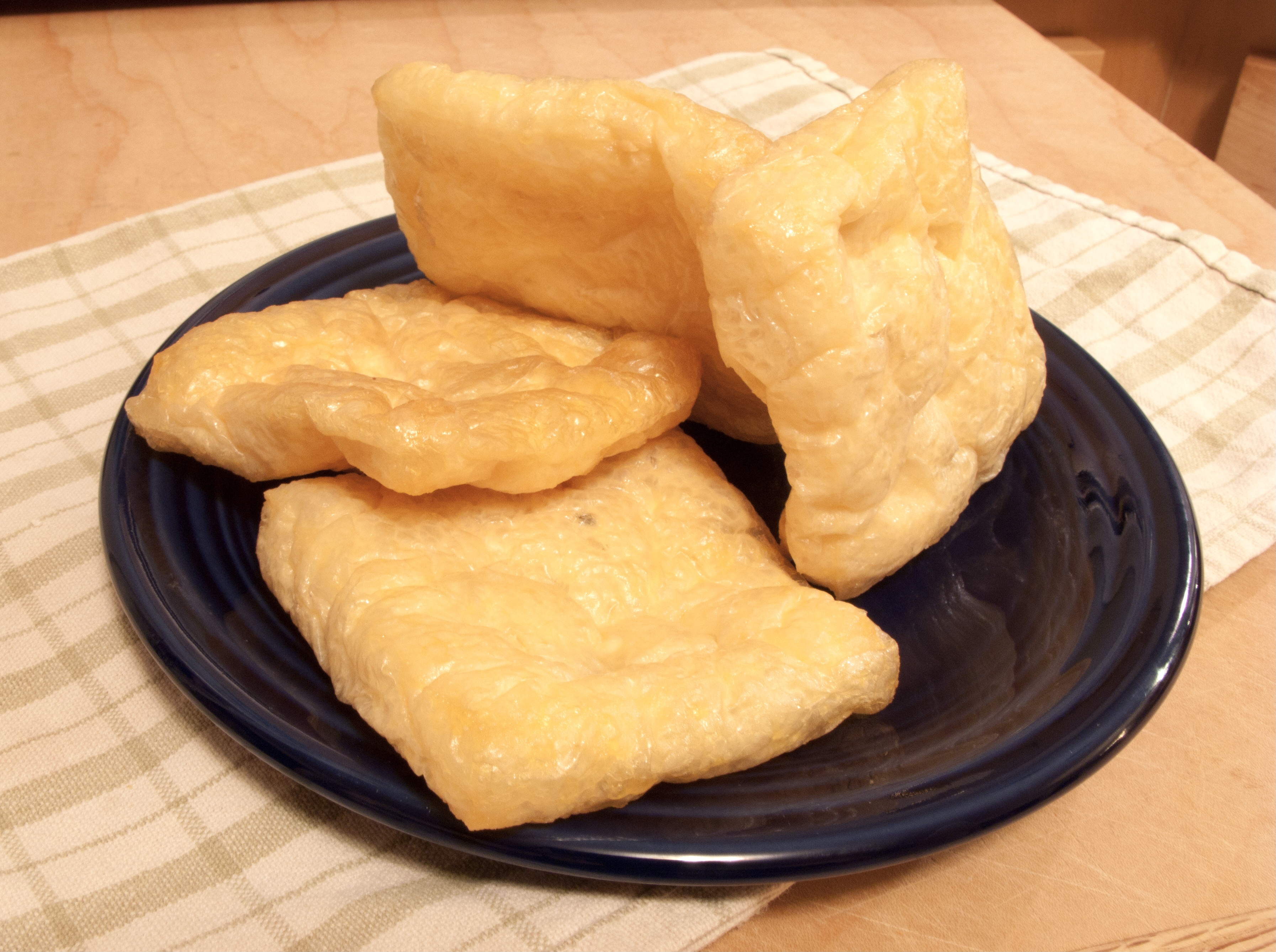
دو نوع آبوراآگه در مراکز فروش